# Баранникова
Бара́нникова (рос. Баранникова) — присілок у складі Комишловського району Свердловської області. Адміністративний центр Заріченського сільського поселення.
Населення — 775 осіб (2010, 844 у 2002).
Національний склад станом на 2002 рік: росіяни — 97 %.